# Els tapers de la costa
Els tapers de la costa (traduït al castellà com Industrias del corcho) és un documental de la productora cinematogràfica Laya Films. Va ser dirigit, escrit, fotografiat i muntat l'any 1937 per Ramon Biadiu. Els taper de la costa forma part de la llista dels bàsics de cinema català.

## Argument
Aquest documental recull sota una locució de Ramon Martori imatges de la indústria dels taps de suro de Sant Feliu de Guíxols (Baix Empordà). Presenta tot el procés de creació d'un tap de suro (manufactura, blanquejat, selecció, tallat, classificació i posterior envasat). El film acaba presentant la tecnologia amb la qual es realitzaven els taps.